# Canton de Meine au Saintois
Le canton de Meine au Saintois est une circonscription électorale française du département de Meurthe-et-Moselle.

## Histoire
Un nouveau découpage territorial de Meurthe-et-Moselle entre en vigueur à l'occasion des élections départementales de 2015. Il est défini par le décret du 26 février 2014, en application des lois du 17 mai 2013 (loi organique 2013-402 et loi 2013-403). Les conseillers départementaux sont, à compter de ces élections, élus au scrutin majoritaire binominal mixte. Les électeurs de chaque canton élisent au Conseil départemental, nouvelle appellation du Conseil général, deux membres de sexe différent, qui se présentent en binôme de candidats. Les conseillers départementaux sont élus pour 6 ans au scrutin binominal majoritaire à deux tours, l'accès au second tour nécessitant 12,5 % des inscrits au 1er tour. En outre la totalité des conseillers départementaux est renouvelée. Ce nouveau mode de scrutin nécessite un redécoupage des cantons dont le nombre est divisé par deux avec arrondi à l'unité impaire supérieure si ce nombre n'est pas entier impair, assorti de conditions de seuils minimaux. En Meurthe-et-Moselle, le nombre de cantons passe ainsi de 44 à 23.
Le canton de Meine au Saintois est formé de communes des anciens cantons de Colombey-les-Belles (31 communes), d'Haroué (30 communes), de Vézelise (31 communes) et de Toul-Sud (6 communes). Avec ce redécoupage administratif, le territoire du canton s'affranchit des limites d'arrondissements, avec 37 communes incluses dans l'arrondissement de Toul et 61 dans celui de Nancy. Le bureau centralisateur est situé à Vézelise.

## Représentation
| Période élective | Période élective | Mandat | Mandat   | Identité         | Nuance | Nuance | Qualité                                                                                                 |
| ---------------- | ---------------- | ------ | -------- | ---------------- | ------ | ------ | --- |
| 2015             | 2021             | 2015   | 2021     | Gauthier Brunner |        | PS     | Gérant de société Maire honoraire de Praye, ancien conseiller général du Canton de Vézelise (2008-2015) |
| 2015             | 2021             | 2015   | 2021     | Agnès Marchand   |        | PS     | 7e vice-présidente déléguée à l’enfance, à la famille, à la santé et au développement social, Dolcourt  |
| 2021             | 2028             | 2021   | en cours | Denis Kieffer    |        | DVG    | Maire de Gibeaumeix                                                                                     |
| 2021             | 2028             | 2021   | en cours | Barbara Thirion  |        | DVG    | Adjointe au maire de Fraisnes-en-Saintois                                                               |

### Résultats détaillés

#### Élections de mars 2015
À l'issue du 1er tour des élections départementales de 2015, trois binômes sont en ballottage : Gauthier Brunner et Agnès Marchand (PS, 36,5 %), Emmanuel Buffard et Christelle Vivot (FN, 36,26 %) et Claude Deloffre et Brigitte Meyer (UMP, 27,24 %). Le taux de participation est de 57,43 % (12 008 votants sur 20 908 inscrits) contre 48,16 % au niveau départemental et 50,17 % au niveau national.
Au second tour, Gauthier Brunner et Agnès Marchand (PS) sont élus avec 40,12 % des suffrages exprimés et un taux de participation de 58,89 % (4 775 voix pour 12 313 votants et 20 909 inscrits).

#### Élections de juin 2021
Le premier tour des élections départementales de 2021 est marqué par un très faible taux de participation (33,26 % au niveau national). Dans le canton de Meine au Saintois, ce taux de participation est de 37,49 % (7 884 votants sur 21 027 inscrits) contre 29,74 % au niveau départemental. À l'issue de ce premier tour, deux binômes sont en ballottage : Denis Kieffer et Barbara Thirion (Union à gauche avec des écologistes, 41,59 %) et Cinthya Henon et Jérôme Klein (Union au centre et à droite, 30,91 %).
Le second tour des élections est marqué une nouvelle fois par une abstention massive équivalente au premier tour. Les taux de participation sont de 34,36 % au niveau national, 30,76 % dans le département et 39,21 % dans le canton de Meine au Saintois. Denis Kieffer et Barbara Thirion (Union à gauche avec des écologistes) sont élus avec 53,42 % des suffrages exprimés (3 979 voix pour 8 246 votants et 21 032 inscrits),,.

## Composition
Le canton de Meine au Saintois comprend quatre-vingt-dix-huit communes entières.
| Nom                              | Code Insee | Intercommunalité                         | Superficie (km2) | Population (dernière pop. légale) | Densité (hab./km2) | Modifier                                    |
| -------------------------------- | ---------- | ---------------------------------------- | ---------------- | --------------------------------- | ------------------ | ------------------------------------------- |
| Vézelise (bureau centralisateur) | 54563      | CC du Pays du Saintois                   | 5,35             | 1 354 (2022)                      | 253                | modifier les données · modifier les données |
| Aboncourt                        | 54003      | CC du Pays de Colombey et du Sud Toulois | 6,93             | 90 (2022)                         | 13                 | modifier les données · modifier les données |
| Affracourt                       | 54005      | CC du Pays du Saintois                   | 5,56             | 114 (2022)                        | 21                 | modifier les données · modifier les données |
| Allain                           | 54008      | CC du Pays de Colombey et du Sud Toulois | 16,48            | 490 (2022)                        | 30                 | modifier les données · modifier les données |
| Allamps                          | 54010      | CC du Pays de Colombey et du Sud Toulois | 7,21             | 501 (2022)                        | 69                 | modifier les données · modifier les données |
| Autrey                           | 54032      | CC du Pays du Saintois                   | 6,16             | 194 (2022)                        | 31                 | modifier les données · modifier les données |
| Bagneux                          | 54041      | CC du Pays de Colombey et du Sud Toulois | 8,60             | 130 (2022)                        | 15                 | modifier les données · modifier les données |
| Bainville-aux-Miroirs            | 54042      | CC du Pays du Saintois                   | 6,76             | 289 (2022)                        | 43                 | modifier les données · modifier les données |
| Barisey-au-Plain                 | 54046      | CC du Pays de Colombey et du Sud Toulois | 10,85            | 392 (2022)                        | 36                 | modifier les données · modifier les données |
| Barisey-la-Côte                  | 54047      | CC du Pays de Colombey et du Sud Toulois | 3,87             | 270 (2022)                        | 70                 | modifier les données · modifier les données |
| Battigny                         | 54052      | CC du Pays de Colombey et du Sud Toulois | 6,41             | 145 (2022)                        | 23                 | modifier les données · modifier les données |
| Benney                           | 54062      | CC du Pays du Saintois                   | 18,48            | 642 (2022)                        | 35                 | modifier les données · modifier les données |
| Beuvezin                         | 54068      | CC du Pays de Colombey et du Sud Toulois | 7,72             | 88 (2022)                         | 11                 | modifier les données · modifier les données |
| Blénod-lès-Toul                  | 54080      | CC du Pays de Colombey et du Sud Toulois | 17,60            | 1 028 (2022)                      | 58                 | modifier les données · modifier les données |
| Bouzanville                      | 54092      | CC du Pays du Saintois                   | 5,82             | 64 (2022)                         | 11                 | modifier les données · modifier les données |
| Bralleville                      | 54094      | CC du Pays du Saintois                   | 4,39             | 167 (2022)                        | 38                 | modifier les données · modifier les données |
| Bulligny                         | 54105      | CC du Pays de Colombey et du Sud Toulois | 10,49            | 534 (2022)                        | 51                 | modifier les données · modifier les données |
| Ceintrey                         | 54109      | CC du Pays du Saintois                   | 11,00            | 911 (2022)                        | 83                 | modifier les données · modifier les données |
| Chaouilley                       | 54117      | CC du Pays du Saintois                   | 5,12             | 113 (2022)                        | 22                 | modifier les données · modifier les données |
| Clérey-sur-Brenon                | 54132      | CC du Pays du Saintois                   | 4,42             | 57 (2022)                         | 13                 | modifier les données · modifier les données |
| Colombey-les-Belles              | 54135      | CC du Pays de Colombey et du Sud Toulois | 17,59            | 1 430 (2022)                      | 81                 | modifier les données · modifier les données |
| Courcelles                       | 54140      | CC du Pays de Colombey et du Sud Toulois | 4,31             | 87 (2022)                         | 20                 | modifier les données · modifier les données |
| Crantenoy                        | 54142      | CC du Pays du Saintois                   | 5,28             | 147 (2022)                        | 28                 | modifier les données · modifier les données |
| Crépey                           | 54143      | CC du Pays de Colombey et du Sud Toulois | 20,90            | 386 (2022)                        | 18                 | modifier les données · modifier les données |
| Crévéchamps                      | 54144      | CC Meurthe, Mortagne, Moselle            | 4,86             | 348 (2022)                        | 72                 | modifier les données · modifier les données |
| Crézilles                        | 54146      | CC du Pays de Colombey et du Sud Toulois | 9,53             | 301 (2022)                        | 32                 | modifier les données · modifier les données |
| Diarville                        | 54156      | CC du Pays du Saintois                   | 11,03            | 465 (2022)                        | 42                 | modifier les données · modifier les données |
| Dolcourt                         | 54158      | CC du Pays de Colombey et du Sud Toulois | 6,19             | 147 (2022)                        | 24                 | modifier les données · modifier les données |
| Dommarie-Eulmont                 | 54164      | CC du Pays du Saintois                   | 5,52             | 79 (2022)                         | 14                 | modifier les données · modifier les données |
| Étreval                          | 54185      | CC du Pays du Saintois                   | 2,37             | 59 (2022)                         | 25                 | modifier les données · modifier les données |
| Favières                         | 54189      | CC du Pays de Colombey et du Sud Toulois | 29,50            | 581 (2022)                        | 20                 | modifier les données · modifier les données |
| Fécocourt                        | 54190      | CC du Pays de Colombey et du Sud Toulois | 7,86             | 106 (2022)                        | 13                 | modifier les données · modifier les données |
| Forcelles-Saint-Gorgon           | 54203      | CC du Pays du Saintois                   | 5,36             | 159 (2022)                        | 30                 | modifier les données · modifier les données |
| Forcelles-sous-Gugney            | 54204      | CC du Pays du Saintois                   | 5,37             | 89 (2022)                         | 17                 | modifier les données · modifier les données |
| Fraisnes-en-Saintois             | 54207      | CC du Pays du Saintois                   | 6,39             | 84 (2022)                         | 13                 | modifier les données · modifier les données |
| Gélaucourt                       | 54218      | CC du Pays de Colombey et du Sud Toulois | 2,26             | 49 (2022)                         | 22                 | modifier les données · modifier les données |
| Gémonville                       | 54220      | CC du Pays de Colombey et du Sud Toulois | 9,03             | 76 (2022)                         | 8,4                | modifier les données · modifier les données |
| Gerbécourt-et-Haplemont          | 54221      | CC du Pays du Saintois                   | 5,26             | 243 (2022)                        | 46                 | modifier les données · modifier les données |
| Germiny                          | 54223      | CC du Pays de Colombey et du Sud Toulois | 11,85            | 188 (2022)                        | 16                 | modifier les données · modifier les données |
| Germonville                      | 54224      | CC du Pays du Saintois                   | 5,21             | 130 (2022)                        | 25                 | modifier les données · modifier les données |
| Gibeaumeix                       | 54226      | CC du Pays de Colombey et du Sud Toulois | 7,80             | 175 (2022)                        | 22                 | modifier les données · modifier les données |
| Goviller                         | 54235      | CC du Pays du Saintois                   | 12,12            | 419 (2022)                        | 35                 | modifier les données · modifier les données |
| Grimonviller                     | 54237      | CC du Pays de Colombey et du Sud Toulois | 4,78             | 113 (2022)                        | 24                 | modifier les données · modifier les données |
| Gripport                         | 54238      | CC du Pays du Saintois                   | 5,74             | 271 (2022)                        | 47                 | modifier les données · modifier les données |
| Gugney                           | 54241      | CC du Pays du Saintois                   | 2,93             | 70 (2022)                         | 24                 | modifier les données · modifier les données |
| Hammeville                       | 54247      | CC du Pays du Saintois                   | 5,45             | 189 (2022)                        | 35                 | modifier les données · modifier les données |
| Haroué                           | 54252      | CC du Pays du Saintois                   | 4,14             | 514 (2022)                        | 124                | modifier les données · modifier les données |
| Houdelmont                       | 54264      | CC du Pays du Saintois                   | 3,85             | 350 (2022)                        | 91                 | modifier les données · modifier les données |
| Houdreville                      | 54266      | CC du Pays du Saintois                   | 10,37            | 399 (2022)                        | 38                 | modifier les données · modifier les données |
| Housséville                      | 54268      | CC du Pays du Saintois                   | 5,33             | 131 (2022)                        | 25                 | modifier les données · modifier les données |
| Jevoncourt                       | 54278      | CC du Pays du Saintois                   | 3,29             | 101 (2022)                        | 31                 | modifier les données · modifier les données |
| Lalœuf                           | 54291      | CC du Pays du Saintois                   | 10,88            | 301 (2022)                        | 28                 | modifier les données · modifier les données |
| Laneuveville-devant-Bayon        | 54299      | CC du Pays du Saintois                   | 5,75             | 226 (2022)                        | 39                 | modifier les données · modifier les données |
| Lebeuville                       | 54307      | CC du Pays du Saintois                   | 6,22             | 149 (2022)                        | 24                 | modifier les données · modifier les données |
| Lemainville                      | 54309      | CC du Pays du Saintois                   | 4,75             | 414 (2022)                        | 87                 | modifier les données · modifier les données |
| Leménil-Mitry                    | 54310      | CC du Pays du Saintois                   | 3,43             | 2 (2022)                          | 0,58               | modifier les données · modifier les données |
| Mangonville                      | 54344      | CC du Pays du Saintois                   | 3,85             | 209 (2022)                        | 54                 | modifier les données · modifier les données |
| Marthemont                       | 54354      | CC Moselle et Madon                      | 2,17             | 51 (2022)                         | 24                 | modifier les données · modifier les données |
| Mont-l'Étroit                    | 54379      | CC du Pays de Colombey et du Sud Toulois | 6,42             | 95 (2022)                         | 15                 | modifier les données · modifier les données |
| Mont-le-Vignoble                 | 54380      | CC du Pays de Colombey et du Sud Toulois | 4,12             | 415 (2022)                        | 101                | modifier les données · modifier les données |
| Moutrot                          | 54392      | CC du Pays de Colombey et du Sud Toulois | 7,26             | 320 (2022)                        | 44                 | modifier les données · modifier les données |
| Neuviller-sur-Moselle            | 54399      | CC du Pays du Saintois                   | 6,71             | 251 (2022)                        | 37                 | modifier les données · modifier les données |
| Ochey                            | 54405      | CC du Pays de Colombey et du Sud Toulois | 18,06            | 522 (2022)                        | 29                 | modifier les données · modifier les données |
| Ognéville                        | 54407      | CC du Pays du Saintois                   | 4,12             | 91 (2022)                         | 22                 | modifier les données · modifier les données |
| Omelmont                         | 54409      | CC du Pays du Saintois                   | 4,69             | 193 (2022)                        | 41                 | modifier les données · modifier les données |
| Ormes-et-Ville                   | 54411      | CC du Pays du Saintois                   | 12,49            | 221 (2022)                        | 18                 | modifier les données · modifier les données |
| Parey-Saint-Césaire              | 54417      | CC du Pays du Saintois                   | 5,67             | 245 (2022)                        | 43                 | modifier les données · modifier les données |
| Pierreville                      | 54429      | CC Moselle et Madon                      | 2,87             | 298 (2022)                        | 104                | modifier les données · modifier les données |
| Praye                            | 54434      | CC du Pays du Saintois                   | 8,72             | 251 (2022)                        | 29                 | modifier les données · modifier les données |
| Pulney                           | 54438      | CC du Pays de Colombey et du Sud Toulois | 4,40             | 55 (2022)                         | 13                 | modifier les données · modifier les données |
| Quevilloncourt                   | 54442      | CC du Pays du Saintois                   | 2,92             | 96 (2022)                         | 33                 | modifier les données · modifier les données |
| Roville-devant-Bayon             | 54465      | CC du Pays du Saintois                   | 4,43             | 746 (2022)                        | 168                | modifier les données · modifier les données |
| Saint-Firmin                     | 54473      | CC du Pays du Saintois                   | 6,67             | 290 (2022)                        | 43                 | modifier les données · modifier les données |
| Saint-Remimont                   | 54486      | CC du Pays du Saintois                   | 6,79             | 325 (2022)                        | 48                 | modifier les données · modifier les données |
| Saulxerotte                      | 54494      | CC du Pays de Colombey et du Sud Toulois | 3,15             | 101 (2022)                        | 32                 | modifier les données · modifier les données |
| Saulxures-lès-Vannes             | 54496      | CC du Pays de Colombey et du Sud Toulois | 18,04            | 371 (2022)                        | 21                 | modifier les données · modifier les données |
| Saxon-Sion                       | 54497      | CC du Pays du Saintois                   | 6,25             | 66 (2022)                         | 11                 | modifier les données · modifier les données |
| Selaincourt                      | 54500      | CC du Pays de Colombey et du Sud Toulois | 10,86            | 187 (2022)                        | 17                 | modifier les données · modifier les données |
| Tantonville                      | 54513      | CC du Pays du Saintois                   | 8,09             | 655 (2022)                        | 81                 | modifier les données · modifier les données |
| Thélod                           | 54515      | CC Moselle et Madon                      | 10,76            | 250 (2022)                        | 23                 | modifier les données · modifier les données |
| They-sous-Vaudemont              | 54516      | CC du Pays du Saintois                   | 1,70             | 18 (2022)                         | 11                 | modifier les données · modifier les données |
| Thorey-Lyautey                   | 54522      | CC du Pays du Saintois                   | 6,19             | 122 (2022)                        | 20                 | modifier les données · modifier les données |
| Thuilley-aux-Groseilles          | 54523      | CC du Pays de Colombey et du Sud Toulois | 9,12             | 434 (2022)                        | 48                 | modifier les données · modifier les données |
| Tramont-Émy                      | 54529      | CC du Pays de Colombey et du Sud Toulois | 3,91             | 28 (2022)                         | 7,2                | modifier les données · modifier les données |
| Tramont-Lassus                   | 54530      | CC du Pays de Colombey et du Sud Toulois | 5,76             | 91 (2022)                         | 16                 | modifier les données · modifier les données |
| Tramont-Saint-André              | 54531      | CC du Pays de Colombey et du Sud Toulois | 6,88             | 62 (2022)                         | 9,0                | modifier les données · modifier les données |
| Uruffe                           | 54538      | CC du Pays de Colombey et du Sud Toulois | 13,05            | 367 (2022)                        | 28                 | modifier les données · modifier les données |
| Vandeléville                     | 54545      | CC du Pays de Colombey et du Sud Toulois | 9,86             | 211 (2022)                        | 21                 | modifier les données · modifier les données |
| Vannes-le-Châtel                 | 54548      | CC du Pays de Colombey et du Sud Toulois | 17,30            | 511 (2022)                        | 30                 | modifier les données · modifier les données |
| Vaudémont                        | 54552      | CC du Pays du Saintois                   | 5,76             | 70 (2022)                         | 12                 | modifier les données · modifier les données |
| Vaudeville                       | 54553      | CC du Pays du Saintois                   | 9,05             | 159 (2022)                        | 18                 | modifier les données · modifier les données |
| Vaudigny                         | 54554      | CC du Pays du Saintois                   | 3,94             | 82 (2022)                         | 21                 | modifier les données · modifier les données |
| Viterne                          | 54586      | CC Moselle et Madon                      | 23,17            | 740 (2022)                        | 32                 | modifier les données · modifier les données |
| Vitrey                           | 54587      | CC du Pays du Saintois                   | 11,54            | 192 (2022)                        | 17                 | modifier les données · modifier les données |
| Voinémont                        | 54591      | CC du Pays du Saintois                   | 4,11             | 333 (2022)                        | 81                 | modifier les données · modifier les données |
| Vroncourt                        | 54592      | CC du Pays du Saintois                   | 4,16             | 266 (2022)                        | 64                 | modifier les données · modifier les données |
| Xeuilley                         | 54596      | CC Moselle et Madon                      | 7,37             | 962 (2022)                        | 131                | modifier les données · modifier les données |
| Xirocourt                        | 54597      | CC du Pays du Saintois                   | 11,32            | 452 (2022)                        | 40                 | modifier les données · modifier les données |
| Canton de Meine au Saintois      | 5410       |                                          | 765,42           | 27 955 (2022)                     | 37                 | modifier les données                        |

## Démographie
En 2022, le canton comptait 27 955 habitants, en évolution de −1,41 % par rapport à 2016 (Meurthe-et-Moselle : −0,13 %, France hors Mayotte : +2,11 %).
| 2013   | 2018   | 2022   |
| ------ | ------ | ------ |
| 28 104 | 28 251 | 27 955 |